# إندرمان (ماينكرافت)
الإندرمان (بالإنجليزية: Enderman) هو شخصية خيالية وإحدى الشخصيات والوحوش الرئيسية في ماينكرافت، أبتكره ماركوس بيرسون في عام 2011 وظهر لأول مرة في لعبة ماينكرافت ويعد الإندرمان أحد أطول كائنات ماينكرافت حيث يصل طوله إلى أكثر من 2.5 متر ويعتبر أحد أهم شخصيات ماينكرافت وأكثرها شهرة ويتمتع بمكانة مرموقة بين لاعبيها.

## الوصف المظهر

إندرمان يحمل بلوكة

يرتفع الإندرمان لأكثر من مترين ونصف أي ما يعادل 3 بلوكات تقريبا في ماينكرافت ولونه أسود وعينيه بنفسجيتين اللون وعندما يقف تتناثر منه شرارات صغيرة بنفسجية أيضًا.
ويتميز بشكله المختلف كثيرًا عن باقي كائنات ماينكرافت، وعندما ينظر اللاعب في عينيه من مسافة قريبة في مستوى الحياة يهاجم الإندرمان بشكل سريع بحيث يصعب على اللاعب الإفلات منه ولكن يستطيع اللاعب قتله.
لدى الأندرمان لغة، ويستطيع أن يسمعها اللاعب عندما يقترب من الإندرمان أو عندما يضعه، ويقول الأندرمان ثلاث كلمات بلغته وهذه الكلمات في الواقع هي كلمات إنجليزية لكن بصوته، الكلمات هي: Hi, Welcom, Look at the eye. يجمع الإندرمان بلوكات التراب أو الديرت مرًارا وتكرارًا.
يعيش الإندرمان في عالم ماينكرافت (العالم الطبيعي)، ويعيش الإندرمان أيضًا في عالم تنين الإندر، وهو عالم لا يعيش فيه سوى تنين عملاق مشابه للإندرمان من ناحية اللون وبعض الصفات يسمى "تنين الإندر" (بالإنجليزية: Ender dragon) وتقوم وحوش الإندرمان بحراسة هذا التنين القوي جدا وإذا استطاع اللاعب قتل التنين فإنه سوف ينهي لعبة ماينكرافت.
يصاب الإندرمان عندما يلمس الماء والحمم البركانية أو حتى المطر وإذا واصل ملامستهما فإنه سيموت.

## في الثقافة الشعبية
الإندرمان موضوع العديد من الفيديوهات الساخرة على اليوتيوب التي تقوم بنشرها قنوات الألعاب والرسوم متحركة، ويظهر فيها بشكل دائم.
توجد العديد من المنتجات التي يظهر فيها أو يكون رمزا لها.
يعتبر الإندرمان واحد من أشهر شخصيات ألعاب الفيديو حول العالم.